# Melanochromis
Il genere Melanochromis Trewavas, 1935 comprende 15 specie di pesci d'acqua dolce appartenenti alla famiglia Cichlidae, sottofamiglia Pseudocrenilabrinae.

## Etimologia
Il nome scientifico deriva dalle parole greche melanos - nero e chromis, che significa pesce (riferendosi probabilmente alle perche).

## Distribuzione
Sono ciclidi africani, endemici del Lago Malawi.

## Descrizione
Presentano un corpo abbastanza allungato, non particolarmente compresso sui lati, quasi cilindrico. La colorazione è molto variabile ma spesso presentano striature orizzontali. La specie di maggiori dimensioni è Melanochromis robustus che raggiunge i 12,4 cm.

## Tassonomia
In questo genere sono riconosciute 15 specie:
- Melanochromis auratus
- Melanochromis baliodigma
- Melanochromis chipokae
- Melanochromis dialeptos
- Melanochromis heterochromis
- Melanochromis kaskazini
- Melanochromis lepidiadaptes
- Melanochromis loriae
- Melanochromis melanopterus
- Melanochromis mossambiquensis
- Melanochromis mpoto
- Melanochromis robustus
- Melanochromis simulans
- Melanochromis vermivorus
- Melanochromis wochepa